# Płazy ogoniaste
Płazy ogoniaste (Caudata) – rząd płazów o pokroju ciała przypominającym nieco wygląd jaszczurki. Do rzędu tego zalicza się m.in. traszki i salamandry.

## Szkielet
Płazy ogoniaste posiadają dobrze wykształcone kończyny, prawie jednakowej długości. U niektórych gatunków, np. u syrenowatych nie ma kończyn tylnych. Kończyny przednie mają 4 lub 3 palce, a tylne przeważnie 5. Kręgi o trzonach dwuwklęsłych lub tyłowklęsłych. Mostek jest prymitywny i słabo wykształcony; posiada dużą liczbę elementów chrzęstnych. Nie występują obojczyki. Kości łokciowa i promieniowa oraz piszczelowa i strzałkowa nie są zrośnięte, w przeciwieństwie do kości płazów bezogonowych.

## Oddychanie
Narządami oddechowymi płazów ogoniastych są płuca, skóra, jama gębowo-gardzielowa oraz skrzela. Niektóre z tych płazów, np. Proteidae i Sirenidae przez całe życie zachowują skrzela zewnętrzne lub wewnętrzne, mimo że posiadają płuca. Gatunki pozbawione płuc i skrzeli oddychają przez skórę i nabłonek jamy gębowo-gardzielowej.

## Rozmnażanie
U większości gatunków zapłodnienie jest wewnętrzne, nie występują jednak narządy kopulacyjne. Samce w czasie toków składają spermatofory, które następnie podejmowane są przez samice, a uwolnione z nich plemniki zapładniają jaja w jajowodach. Większość jest jajorodna, ale niektóre gatunki rodzą larwy (np. salamandra plamista) lub przeobrażone młode (np. salamandra czarna). Kijanki w stadium maksymalnego rozwoju przypominają wyglądem formy dorosłe (różnią się obecnością skrzeli zewnętrznych). U wielu gatunków występuje neotenia.

## Występowanie
Płazy ogoniaste występują głównie na półkuli północnej w klimacie umiarkowanym. Spotyka się je również w południowo-wschodniej Azji, w północnej Afryce i Ameryce Środkowej oraz na północy Ameryki Południowej. Nie występują w Australii, Archipelagu Indo-Australijskim i znacznej części Ameryki Południowej.

## Systematyka
W obrębie tego rzędu wyróżnia się 3 podrzędy, które dzieli się na rodziny:
- Cryptobranchoidea
  - Cryptobranchidae Fitzinger, 1826 − skrytoskrzelne
  - Hynobiidae Cope, 1859 (1856) − kątozębne
- Salamandroidea
  - Proteidae Bonaparte, 1831 − odmieńcowate
  - Amphiumidae J.E. Gray, 1825 − amfiumowate
  - Salamandridae Goldfuss, 1820 − salamandrowate
  - Rhyacotritonidae Tihen, 1958
  - Ambystomatidae J.E. Gray, 1850 − ambystomowate
  - Plethodontidae J.E. Gray, 1850 − bezpłucnikowate
- Sirenoidea
  - Sirenidae J.E. Gray, 1825 − syrenowate

## Przedstawiciele (niektórzy)
- 1. Traszka zwyczajna (Lissotriton vulgaris)
  2. Traszka grzebieniasta (Triturus cristatus)
  3. Traszka górska (Ichthyosaura alpestris)
  4. Traszka karpacka (Lissotriton montandoni)
  5. Ambystoma meksykańska (axolotl) (Ambystoma mexicanum)
  6. Salamandra czerwona (Pseudotriton ruber)
  7. Salamandra olbrzymia chińska (Andrias davidianus)
  8. Traszka marmurkowa (Triturus marmoratus)
  9. Salamandra ognista (Salamandra infraimmaculata)
  10. Salamandra plamista (Salamandra salamandra)